# Symbolanthus latifolius
Symbolanthus latifolius är en gentianaväxtart som beskrevs av Ernest Friedrich Gilg. Symbolanthus latifolius ingår i släktet Symbolanthus och familjen gentianaväxter. Inga underarter finns listade i Catalogue of Life.